# Groupement d'intérêt économique
Un groupement d'intérêt économique (GIE) est, en France, un groupement doté de la personnalité morale qui permet à ses membres (au moins deux sont nécessaires) de mettre en commun certaines de leurs activités afin de développer, améliorer ou accroître les résultats de celles-ci tout en conservant leur individualité. Le groupement peut avoir un objet civil ou commercial.

## Principes généraux
- Un GIE peut être constitué sans capital, et si le contrat en prévoit, aucun minimum n’est exigé. Un GIE ne peut pas faire d'appel public à l’épargne, mais la variabilité du capital est possible.
- Le groupement peut avoir un objet civil ou commercial. La nature civile ou commerciale des activités principales est déclarée au Registre du commerce et des sociétés.
- Aucun apport n’est obligatoire. Si les membres décident de faire un apport, ceux-ci peuvent être en numéraire, en nature ou en industrie.

## En France
Cette structure intermédiaire entre la société et l’association, dont l’objet ne peut être que de prolonger l’activité de ses membres, a été instituée par l’ordonnance du 23 septembre 1967 par une initiative de Michel Debré, ministre de l’Économie et des Finances, aujourd’hui intégrée dans le Code de commerce aux articles L251-1 et suivants.
Le GIE est constaté dans un acte écrit qui contient un certain nombre d’informations et il doit faire l'objet d'une immatriculation au registre du commerce et des sociétés (RCS).
Les membres du GIE sont indéfiniment et solidairement responsables des dettes, ce qui lui enlève une partie de son intérêt et rend son utilisation délicate.
Néanmoins, le GIE présente l’avantage d’être soumis à des règles juridiques très souples, notamment en ce qui concerne son capital social (possibilité de constitution sans capital), son objet (qui peut être civil ou commercial) ou ses modalités d’organisation.
Il faut accorder une  grande importance à la rédaction de l’objet du GIE car le groupement est engagé à l’égard des tiers par tout acte des administrateurs qui entre dans cet objet social.
En pratique, le GIE est fréquemment utilisé pour une coopération durable entre professionnels, comme le Groupement des Cartes Bancaires CB qui regroupe les banques utilisant ce mode de paiement, les GIE regroupant les commerçants locataires dans les centres commerciaux, ou les GIE organisant une assistance technique et des services communs pour des experts comptables.
Le choix du GIE dans le cadre d’un projet doit se faire avec précaution puisqu'il limite les possibilités de diversification ultérieure en cas de besoin, et de plus, les coûts d’une éventuelle transformation de la raison sociale seront généralement prohibitifs sur le plan fiscal.
Un GIE est formé de plusieurs entreprises. Une personne recrutée par ce groupe travaillera à temps partagé pour ces entreprises.

### GIE fiscal (1998-2006)
L'article 77 de la loi du 2 juillet 1998 a instauré le Groupement d'Intérêt Economique fiscal dit « GIE fiscal ». Ce dispositif avait pour but, via un montage devant être validé par l'administration fiscale, de rétrocéder à un utilisateur final une partie des économies fiscales réalisées au travers d'un amortissement comptable accéléré. Principalement utilisé par les armateurs, pour rester compétitifs dans un marché du transport maritime dérégulé, il devait être l'allié du registre international français dans une reconquête du nombre de navires sous pavillon français.  
Ce dispositif fiscal a été supprimé par l'administration fiscale française en novembre 2006, sans doute poussée par les enquêtes de la commission européenne et les soupçons d'aide déguisée... L'Europe classant quelques semaines plus tard le GIE fiscal en aide d'État, exposant alors les armateurs français à un risque de demande de remboursement, qui finalement n'aura pas lieu.

### GIE Environnemental (2014- )
Le Groupement d'intérêt économique et environnemental (GIEE) a été créé le 13 octobre 2014 dans le cadre de l'article 3 de la loi française no 2014-1170 d'avenir pour l'agriculture, l'alimentation et la forêt (LAAAF). Ce statut juridique s'appuie sur des projets collectifs ancrés sur le territoire. Un GIEE se fait au niveau régional et doit être signé par le préfet.

## GIE notables
- Arte composé à parité de deux pôles : Arte France (ancienne chaîne La Sept) et Arte Deutschland TV GmbH[10].
- AG2R La Mondiale
- Airbus fut longtemps un GIE européen
- Avions de transport régional
- Cristaline, eau de bouteille provenant de 22 sources différentes
- Ernst & Young, cabinet d'audit et d'avocats
- Eumetnet, le réseau des services météorologiques nationaux européens dont Météo-France
- Genavir, dont font partie l'Ifremer et le CNRS
- Groupement Interbancaire Monétique de l'UEMOA (GIM-UEMOA)
- Groupement des Cartes Bancaires CB
- HAROPA Regroupement des ports du Havre/Rouen/Paris
- Infogreffe[11]
- Les Indés Radios, regroupement commercial de radios indépendantes
- Orpi, réseau immobilier français
- Pari mutuel urbain (PMU)
- SESAM-Vitale opérateur des échanges sécurisés entre les professionnels de santé et les organisations d'assurance maladie obligatoire et complémentaire.
- GIE AXA
- Groupement parisien inter bailleurs de surveillance (GPIS)
- SSI (ex RSI) Sécurité Sociale des Indépendants
- Gaumont Buena Vista International, GIE créé par Disney et Gaumont en 1993 pour distribuer les films des deux groupes.

## Dissolution
Selon l'ordonnance du 23 septembre 1967, les causes de dissolution d'un GIE sont les suivantes :
- Arrivée du terme ;
- Réalisation ou extinction de l'objet ;
- Décision de ses membres réunis en assemblée ;
- Décision judiciaire pour justes motifs ou encore décès ou dissolution de l'un des membres sauf stipulation contraire du contrat de groupement.